# 9739 Powell
9739 Powell este o planetă minoră (asteroid), cu un diametru de 2,691 km, din centura de asteroizi. A fost descoperită pe 26 septembrie 1987 la Observatorul Palomar de Carolyn S. Shoemaker și a fost numită după James L. Powell⁠(d). 
Obiectul prezintă o orbită caracterizată de o semiaxă mare de 1,9398538 UAi, o excentricitate de 0,08, o înclinație de 18,67402 ° în raport cu ecliptica.